# モンマス博物館
モンマス博物館（モンマスはくぶつかん、英: The Monmouth Museum）、別名ネルソン博物館・地域史センター（英: The Nelson Museum and Local History Centre）は、ウェールズ南東モンマスシャーのモンマスにある博物館。ここはホレーショ・ネルソンにまつわる品々を特に蒐集している。モンマス中心部の古いマーケット・ホールにあり、モノウ川、モンマス城、アジンコート・スクエアに近い。

## 歴史

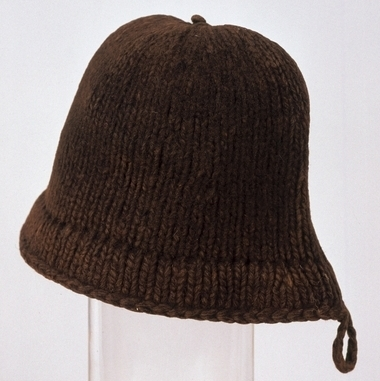
モンマス帽のオリジナルとして唯一現存する16世紀の帽子。この博物館で展示されている。

ネルソン提督のコレクションは、ジョージナ・ランガタク夫人によってモンマスの町へ寄贈された。彼女の夫の初代ランガタク男爵ジョン・ロールズは、地元の地主かつ町の慈善事業家であり、息子のチャールズ・ロールズは19世紀末から20世紀初めにかけてネルソンの遺品を集めていた。このコレクションには、ネルソンの（およびトラファルガーで降伏したフランス・スペイン海軍司令官の）海軍士官用軍刀、ネルソンが妻とエマ・ハミルトンに宛てて書いた手紙、その他ネルソンの数々の勝利、イギリス海軍での栄達、ハミルトン夫妻を伴ったモンマス、カイミン・ヒル、サウス・ウェールズへの訪問を記念する様々な品が含まれる。他の展示品には、記念となる銀食器、版画、絵画、ガラス食器、陶磁器、トラファルガー海戦の模型がある。ネルソンの来訪に関する品として、カイミン・ラウンド・ハウスで食事をした時に使ったというテーブルがある。
コレクションには、ネルソンにまつわる、まがい物もある。例えば彼が使ったと称するガラス製の義眼があるが、彼は右目の視力は失ったが眼球はなくしておらず、これは外科教育用の標本である。この博物館には、モンマスの歴史と考古学に関する品々、チャールズ・ロールズとその一家に関する文書類もある。例として、16世紀に作られたオリジナルとして唯一現存するモンマス帽がある。
この博物館は1924年にグレンダウワー・ストリートの体育館で開館した。その建物は、1891年にジョン・マクリーン・ロールズの成人を記念し、ランガタク男爵家が寄贈したものだった。そして1969年、完全に再改修された現在のマーケット・ホールへ移転した。マーケット・ホールの建物の主要部分全体は、1963年の火災で損壊している。